# Urban contemporary
«Urban contemporary» (англ. «современный урбан», «современная городская музыка») — формат вещания радиостанций. Плей-лист радиостанций, вещающих в данном формате, полностью состоит из хип-хопа, рэпа и современного ритм-энд-блюза с вкраплениями регги и реггетона. 

## История
Термин ввёл нью-йоркский диджей Франки Крокет в середине 1970-х гг.
Изначально эфир урбан-радио состоял из композиций в стилях соул, ритм-н-блюз и госпел. C появлением хип-хопа акцент в 1980-е переместился на New Jack Swing, а в 1990-е на так называемый «хип-хоп соул» и собственно рэп-музыку.
С 1990-х годов хиты современного урбана доминируют в чартах США. Так как поп-музыка и R&B/хип-хоп стали почти неразличимы, многие радиостанции формата adult contemporary стали ставить в эфир некоторые композиции, популярные на станциях формата «урбан». Появились отдельные форматы urban adult contemporary («современная городская музыка для взрослых»), подразумевающий смесь классического и современного ритм-н-блюза и соула при полном отсутствии рэпа, и rhythmic contemporary («современная ритмичная музыка»), основу которого составляет смесь танцевальной и урбан-музыки с выделяющимися ритмами на основе затакта.

## Особенности формата
Маркетинг радиостанций направлен на афроамериканцев в возрасте от 18 до 34 лет, однако опросы показали, что более 75 % слушателей — белые. В плей-листе радио преобладают синглы наиболее продаваемых хип-хоп и R&B исполнителей.
Основу составляют дуэты исполнителей из разных жанров (как оригинальные, так и ремиксы), например:
- I’m Real (Murder Remix) — Дженнифер Лопес и Ja Rule
- Dilemma — Nelly и Келли Роуленд
- Crazy in Love — Бейонсе и Jay-Z
- Baby Boy — Бейонсе и Шон Пол
- Gimme The Light (Pass The Dro-Voisier Remix) — Busta Rhymes и Шон Пол
- Yeah! — Ашер, Lil Jon и Ludacris
- Jenny from the Block — Дженнифер Лопес, Styles P и Jadakiss

Интересно, что исполнители современного ритм-энд-блюза дополнительно записывают версии таких дуэтов, из которых вырезано гостевое участие рэперов. Эти версии предназначены для консервативных радиостанций, в эфире которых рэп неприемлем.
С 2002 года вручается награда «Грэмми» в категории «Best Rap/Sung Collaboration».

## Стиль музыки
С 1990-х под термином «современный урбан» также подразумевают музыкальный стиль, включающий в себя музыку этого радиоформата либо, шире, всю афроамериканскую поп-музыку.
Часто современным урбаном называют музыку, представляющую собой сплав рэпа c современным ритм-энд-блюзом. Такой сплав ориентирован прежде всего на радио, но выходили и полноформатные альбомы, например, The Best of Both Worlds Jay-Z и R. Kelly.

## Радиостанции
- В России формата urban contemporary придерживается станция Next FM (Москва).
- В России с августа 2018 года на частотах завершившего свою работу радио "Спорт FM" начал вещание новый продукт ЕМГ STUDIO21 Архивная копия от 8 июня 2021 на Wayback Machine.
- На Украине в формате Urban вещает станция Радио Точка Архивная копия от 29 января 2012 на Wayback Machine (Донецк).